# Engines Engineering 125
La Engines Engineering 125 è una motocicletta da competizione progettata nel 2001 dalla Engines Engineering, un'azienda bolognese operante nel settore del design e della progettazione di moto, e che è stata portata in gara nel motomondiale della classe 125 sotto diverse denominazioni in base ai vari sponsor, diventando di volta in volta Malaguti 125, Loncin 125, Lambretta 125 e Mahindra 125.

## I team
La moto ha debuttato nel 2001 nei campionati italiano e spagnolo, partecipando in seguito anche all'edizione 2002, sotto il nome di Engines Engineering e condotta da Fabrizio Lai alla conquista del titolo nazionale. Nel 2003, col marchio Malaguti, Lai si conferma campione italiano col compagno di squadra Alessio Aldovrandi al terzo posto e il titolo costruttori ottenuto agevolmente. Nel 2004 il pilota ungherese Gergő Talmácsi partecipa, come wild card senza punti, al Gran Premio di Imola nella Classe 125 del CIV tagliando il traguardo al primo posto.
Nel 2003 debuttò nel motomondiale, sotto la sponsorizzazione della Malaguti, che manterrà sino al 2006. Tornò in gara nel 2008 sponsorizzata dalla Loncin, portata in gara dal Loncin Racing anche per l'anno successivo.
Nel 2010 il progetto fu sponsorizzato dalla Lambretta e il team prese il nome di Lambretta Reparto Corse.
Nel 2011 venne sponsorizzato dalla Mahindra & Mahindra e il team prende il nome di Mahindra Racing..

## Caratteristiche
La moto è dotata di una motorizzazione a 2 tempi con valvola a disco rotante e alimentata con un carburatore, il raffreddamento è a liquido e il cambio è a sei rapporti.
Nei circa 10 anni di sviluppo, la carenatura è stata rivista più volte per motivi aerodinamici, soprattutto nelle zone del codino e del cupolino oltre che negli sfoghi dell'aria calda proveniente dal radiatore. Sempre negli stessi anni vi sono state configurazioni diverse anche per quanto riguarda l'impianto frenate, di volta in volta mono o bidisco anteriormente, così come per l'impianto di scarico i cui terminali erano alternativamente sui due lati della moto e per i cerchioni, mentre per quanto riguarda il telaio nei primi anni sono state usate più versioni, una a traliccio e l'altra bitrave in alluminio, mentre dal 2006 sono stati usati solo telai bitrave in alluminio.

## Risultati sportivi

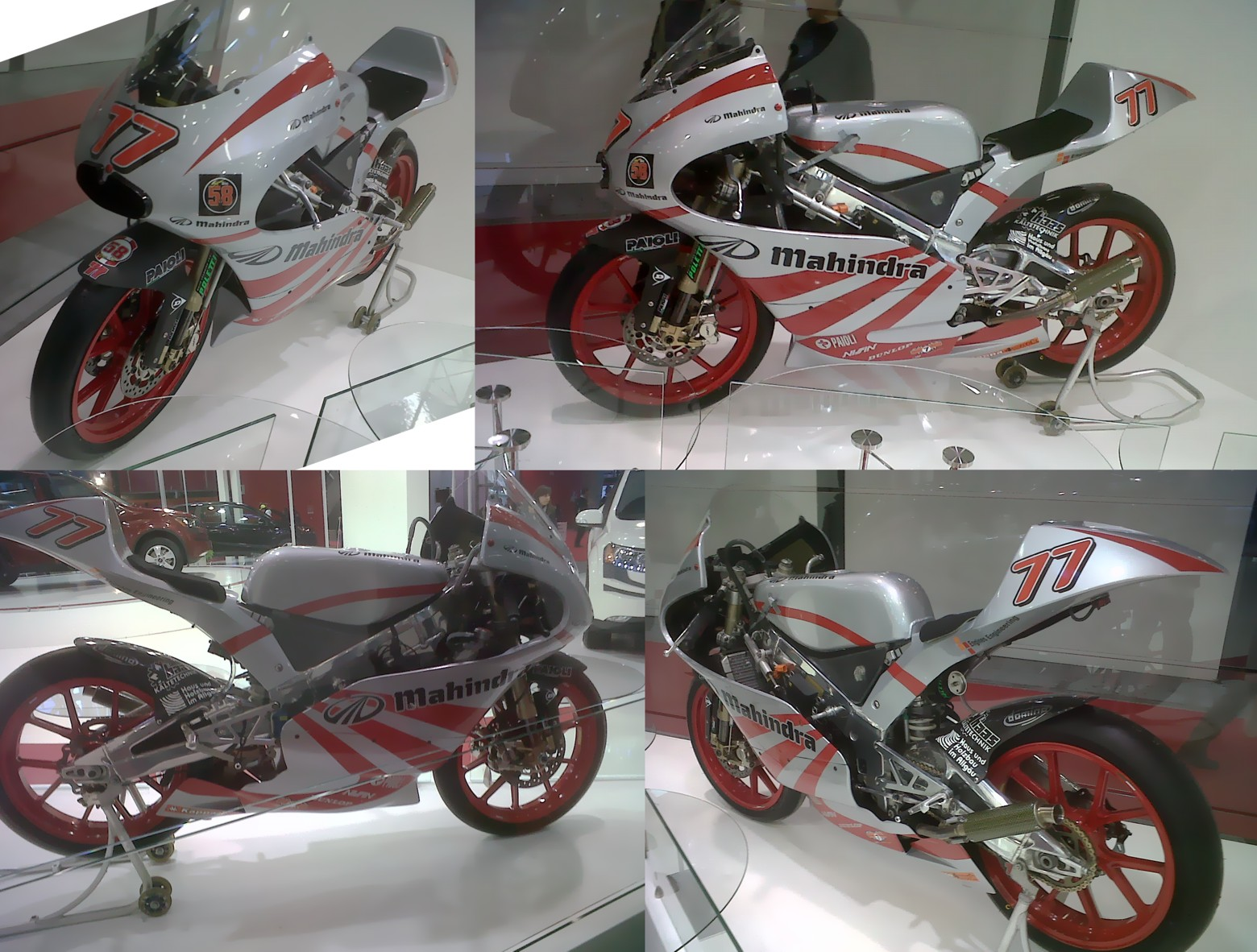
Engines Engineering 125 nei colori della Mahindra (2011)

Dal 2003 al 2006 con il nome Malaguti si è posizionata sempre nell'ultima posizione della classifica dei costruttori, ad eccezione del 2004 in cui è riuscita a precedere la Yamaha che però aveva partecipato solo a due gare; ha ottenuto 23 posizioni a punti (4 nel 2003, 7 nel 2004, 1 nel 2005 e 11 nel 2006) e quale migliore risultato in gara una sesta posizione.
Come Loncin, nel 2008 ottiene il penultimo posto nella classifica costruttori davanti a Honda e 3 posizioni a punti, mentre nel 2009 ottiene il quinto posto, con 4 posizioni a punti, finendo davanti a Haojue e Yamaha che avevano entrambe partecipato a sole due gare.
Nel 2010, come Lambretta, ottiene sempre la penultima posizione nella classifica costruttori, con un solo piazzamento a punti, davanti a Yamaha (che ha partecipato a una sola gara) e dietro a KTM che ha partecipato a solo due gare.
Nel 2011 l'ultimo anno della categoria sportiva, partecipa come Mahindra, riesce ad ottenere la "Pole position" durante l'ultimo gran premio ed ottiene la terza posizione nella classifica costruttori, con 12 piazzamenti a punti, portandosi davanti a KTM (che ha partecipato a tutte le gare) e all'ultima classificata Honda che ha partecipato a 11 gare su 17, quest'ultima senza mai andare a punti.